# Maroneia (Attika)
Maroneia (altgriechisch Μαρώνεια) war eine Siedlung, die wahrscheinlich in Attika lag, und zwar vermutlich in den gebirgigen Landschaften des Laureions. Die Entdeckung der Silbervorkommen in Maroneia soll es Athen während der Perserkriege ermöglicht haben, eine schlagkräftige Flotte aufzubauen.